# ハート・オブ・パーム

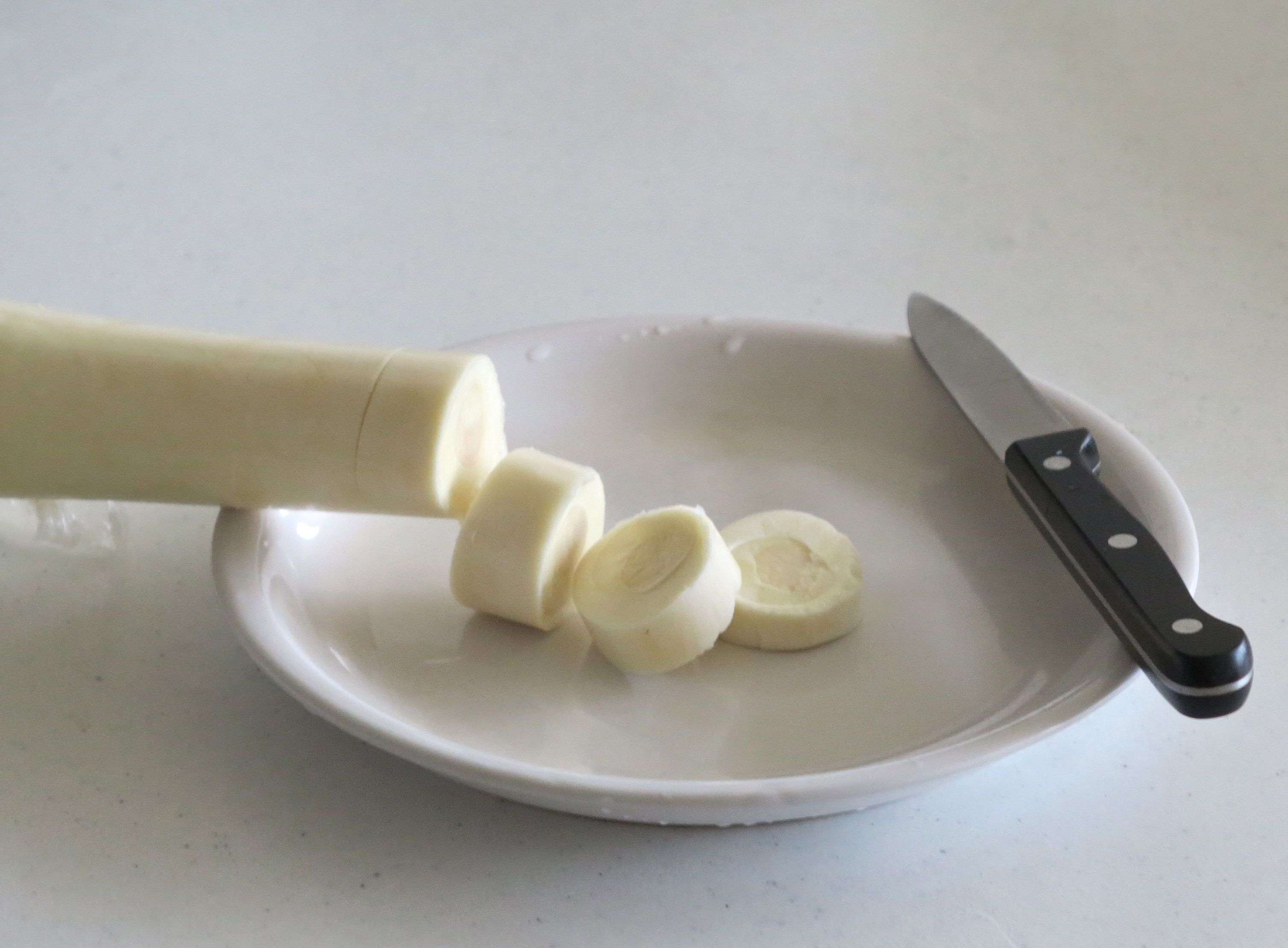
新鮮なヤシの芯

ハート・オブ・パーム（英語: Heart of palm、「ヤシの芯」の意。別名：パルミット）とは、ヤシの芽の内側の部分から摂れる野菜である。おもに、ココヤシ、ジュサラヤシ（Euterpe edulis）、アサイー、サバル、チョンタドゥーロなどのヤシの芽である。

## 概要
栽培種チョンタドゥーロ（Bactris gasipaes）種は、多くの地域で育てられており、エクアドルではchontaduro（チョンタドゥーロ）、ブラジルとコスタリカではpalmito（パルミート、パルミットとも）、英語ではピーチパーム（peach palm）と呼ばれている。栽培地から遠い地域では、瓶詰・缶詰等の形で流通している。
茎が一本の種、非栽培種など（例：Geonoma edulis）では、採ると木が死んでしまうものもあるが、挿し木出来る種、多くの茎を持つヤシなどは適度な収穫を行っていれば大丈夫である。

## 料理
そのままでも、サラダや加熱調理（ラザニア、スープ、グラタン等）しても食べられる。消費される地域は主に、中南米、アメリカ、フランス、ベルギー、イタリア、スペインなどラテン民族系が多く住む地域である。

## 消費
消費国第一位は最大生産国のブラジル、第二位は最大の輸入国フランス。

## ギャラリー

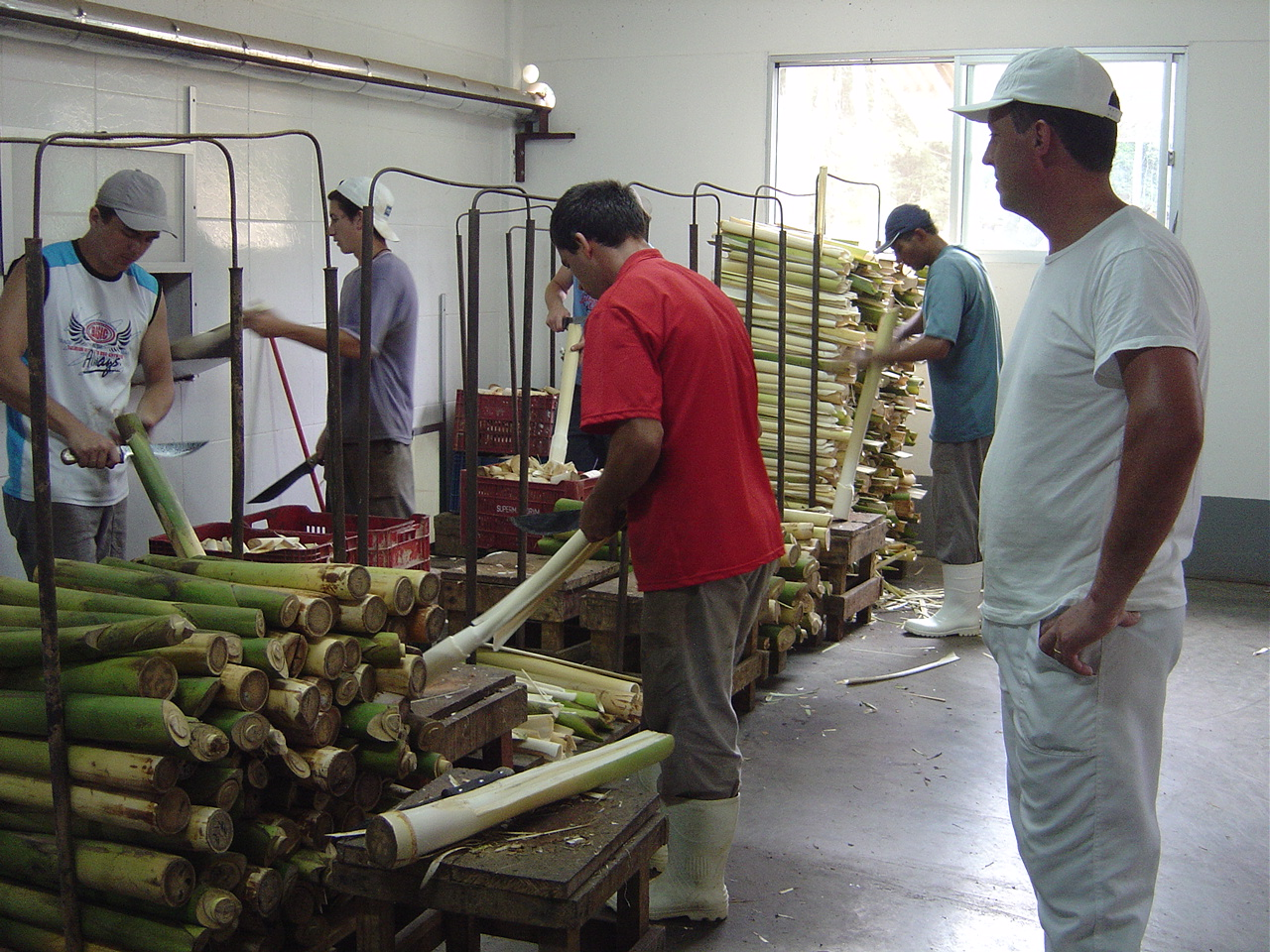
収穫された若いヤシの芽の外皮をむいている加工風景
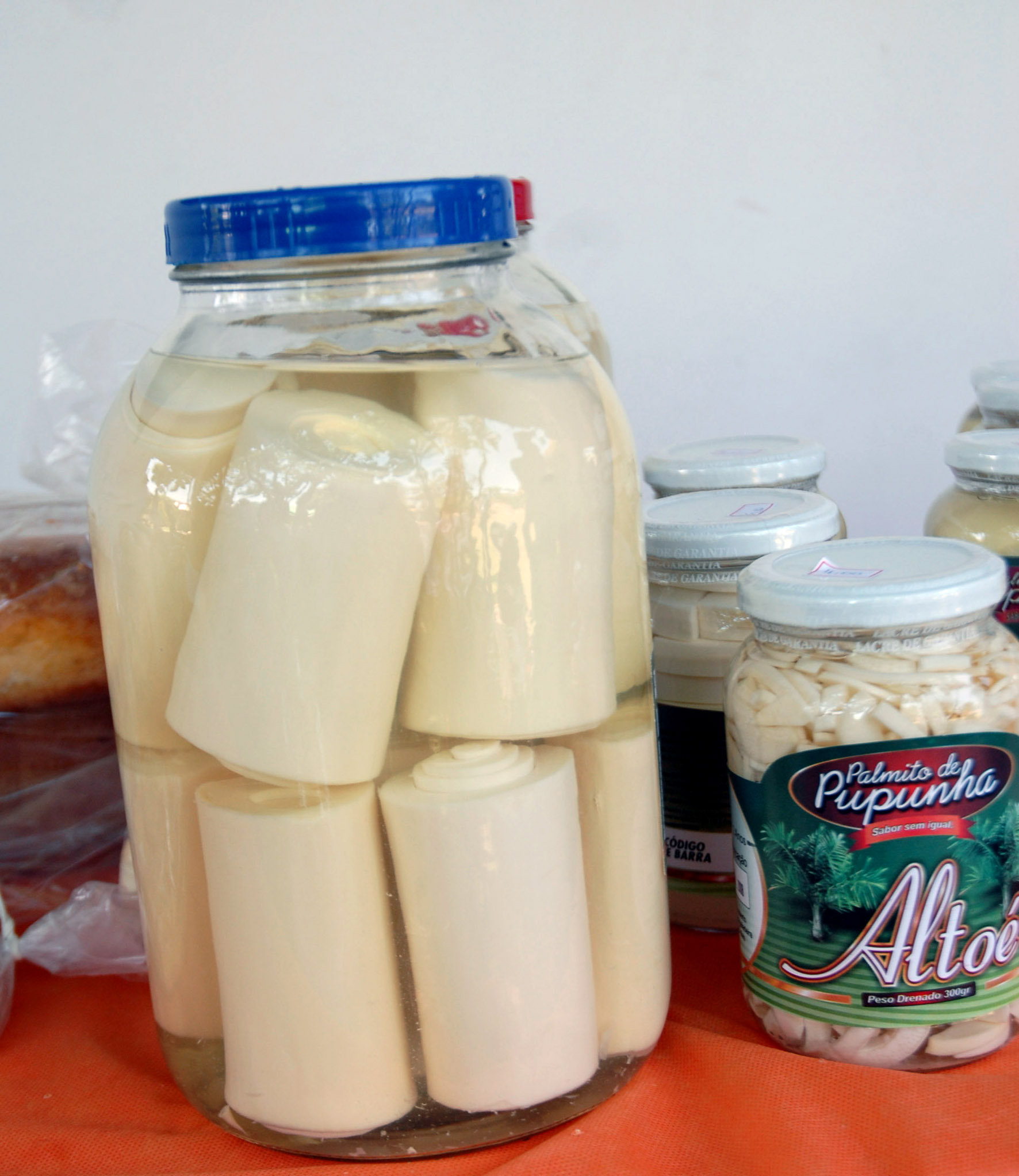
瓶詰
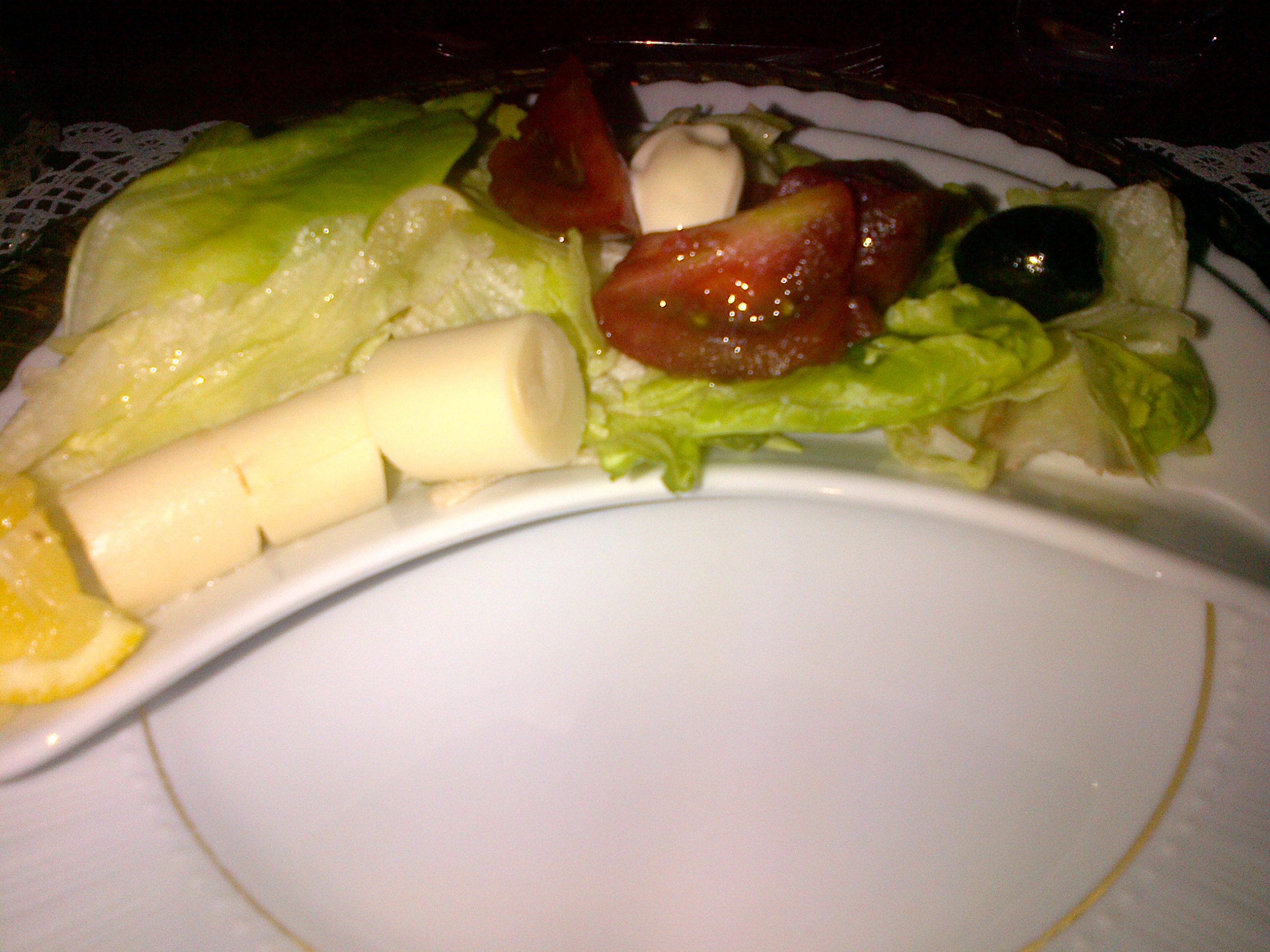
サラダ